# Conway (Carolina del Nord)
Conway és una població dels Estats Units a l'estat de Carolina del Nord. Segons el cens del 2000 tenia 734 habitants.

## Demografia
Segons el cens del 2000, Conway tenia 734 habitants, 328 habitatges i 205 famílies. La densitat de població era de 156,6 habitants per km².
Dels 328 habitatges en un 27,7% hi vivien nens de menys de 18 anys, en un 41,8% hi vivien parelles casades, en un 18% dones solteres, i en un 37,5% no eren unitats familiars. En el 35,1% dels habitatges hi vivien persones soles el 14,9% de les quals corresponia a persones de 65 anys o més que vivien soles. El nombre mitjà de persones vivint en cada habitatge era de 2,24 i el nombre mitjà de persones que vivien en cada família era de 2,88.
Per edats la població es repartia de la següent manera: un 24,5% tenia menys de 18 anys, un 7,2% entre 18 i 24, un 23,7% entre 25 i 44, un 25,6% de 45 a 60 i un 18,9% 65 anys o més.
L'edat mediana era de 42 anys. Per cada 100 dones de 18 o més anys hi havia 66,9 homes.
La renda mediana per habitatge era de 23.250 $ i la renda mediana per família de 27.386 $. Els homes tenien una renda mediana de 26.932 $ mentre que les dones 21.538 $. La renda per capita de la població era de 14.969 $. Entorn del 24,9% de les famílies i el 24,1% de la població estaven per davall del llindar de pobresa.

## Poblacions més properes
El següent diagrama mostra les poblacions més properes.